# Росиця (притока Західної Двіни)
Роси́ця (біл. Росіца) — невелика річка в Верхньодвінському районі Вітебської області Білорусі та Краславському районі Латвії. Права притока Західної Двіни.
Річка бере початок на Латгальській височині на території Латвії. Протікає на схід, входить на територію Білорусі, де повертає на південь, потім на захід. Входячи на територію Латвії, повертає на південь. Пригирлова ділянка є кордоном між двома державами. Впадає до річки Західна Двіна, не утворюючи в останній затоки.
Довжина річки — 51 км (з них на території Білорусі — 36 км, Латвії — 15 км). Площа басейну — 279 км² (з них в межах Білорусі — 150 км², Латвії — 129 км²). Пересічні річні витрати води (у гирлі) — 1,9 м³/с. Середній похил — 1,3 м/км.
Основні притоки справа Росиця та Савиця, зліва — річка Березовка. Крім того впадають багато струмків, стікають озера Чорне, Біле, Росиця, Максимове, Чорне, Довге, Кругле.
Долина трапецієподібна, середня ширина — 150–200 м, максимальна — 1 км (середня течія), мінімальна — 40 м (нижче озера Чорне). Заплава шириною 20-70 м, чергується берегами, в середній течії двобічна, шириною 50 м, в гирлі відсутня. Від витоків до входу на територію Білорусі — русло каналізоване, далі помірно звивисте.